# (38713) 2000 QJ116
2000 QJ116 (asteroide 38713) é um asteroide da cintura principal. Possui uma excentricidade de 0.12497130 e uma inclinação de 3.88257º.
Este asteroide foi descoberto no dia 28 de agosto de 2000 por LINEAR em Socorro.